# Saussenac
Saussenac (en francès Saussenac) és un municipi francès situat al departament del Tarn i a la regió d'Occitània.

## Demografia
| 1962                                       | 1968 | 1975 | 1982 | 1990 | 1999 | 2007 |
| ------------------------------------------ | ---- | ---- | ---- | ---- | ---- | ---- |
| 315                                        | 361  | 313  | 337  | 392  | 409  |      |
| Des de 1962: població sense dobles comptes |      |      |      |      |      |      |

## Administració
| Període   | Identitat           | Partit |
| --------- | ------------------- | ------ |
| 2001-2008 | Jean-Claude Menoret |        |
| 2008-2020 | Pierre Cahuzac      |        |
| 2020-     | M. Didier Roudier   |        |